# 9044 Kaoru
9044 Kaoru eller 1991 KA är en asteroid i huvudbältet som upptäcktes den 18 maj 1991 av de japanska astronomerna Satoru Otomo och Osamu Muramatsu i Kiyosato. Den är uppkallad efter Kaoru Kimura.
Asteroiden har en diameter på ungefär 5 kilometer.